# 王恋英
王恋英（1970年4月—），河北安新人，中国现代五项、军事五项运动员。曾任第十届全国人大代表，第十二届、第十三届全国政协委员，中央军委训练管理部军事体育训练中心副主任。